# Margot Rothweiler
Margot Rothweiler (* 31. Januar 1946) ist eine deutsche Schauspielerin und Synchronsprecherin sowie Hörspielsprecherin.

## Leben
Ihre Ausbildung absolvierte Margot Rothweiler an der Berliner Max–Reinhardt–Schule sowie an der American Music and Dramatic Academy in New York.
Im Laufe ihrer Theaterkarriere spielte sie vor allem auf Berliner Bühnen – in der Komödie, im Theater am Kurfürstendamm, im Hansa-Theater, im Hebbel-Theater, in der Tribüne, im Renaissance-Theater, in der Schaubühne, im Theater des Westens, in der Neuköllner Oper und im Kabarett Die Wühlmäuse. In 2011/12 spielte sie in der Stuttgarter Apollo Theater-Produktion Ich war noch niemals in New York die Rolle der Maria Wartburg.
Margot Rothweiler spielte Hauptrollen in Fernsehfilmen wie HappyEnd (1972), Damenquartett (1969), Moosmacher macht Millionen, Warten auf Schleiermacher und in Fernsehserien wie Tommy Tulpe (1970). Sie hatte Gastauftritte in zahlreichen Fernsehserien, trat zudem mehrfach in Dieter Hallervordens „Spott-Light“ auf und spielte gemeinsam mit Harald Juhnke und Eddi Arent Sketche für die Sendung Harald und Eddi. Im Jahr 2017 war sie in einer Gastrolle in der Fernsehserie SOKO Wismar und im Kinokurzfilm Herzilein zu sehen.

## Filmografie (Auszug)
- 1966: Wie lernt man reisen?
- 1966: Liselotte von der Pfalz
- 1968: Zum Teufel mit der Penne
- 1969: Tommy Tulpe (Serie)
- 1969: Damenquartett
- 1970: Auf und davon
- 1970: Kudammgeschichten (Fernsehfilm)
- 1971: Hei-Wi-Tip-Top (Serie), Episode 12.000 im PX-Sieben
- 1972: Happy End oder wie ein kleines Heilsarmeemädchen Chicagos größte Verbrecher in die Arme der Gesellschaft zurückführte
- 1972: Hei-Wi-Tip-Top (Serie), Episode Schöne Grüße von Adelheid
- 1975: Beschlossen und verkündet (Serie), Episode Der ehrliche Finder
- 1976: Ein Fall für Stein (Serie), Episode Aus dem Mädchenheim
- 1984: Die letzte Rolle
- 1986: Der Untermieter (Serie), Episode Freitag, der 13.
- 1987–1989: Harald und Eddi: verschiedene Sketch-Rollen
- 1992: Gute Zeiten, schlechte Zeiten (Daily-Soap)
- 1995–1996: Hallervordens Spott-Light, ARD-Kabarett-Serie, diverse Rollen in 7 Sketchen
- 1997: Für alle Fälle Stefanie (Serie), Episode Missklänge
- 2002: Axel!, Sketchserie, Rolle: Helga (in mehreren Folgen)
- 2012: Heiter bis tödlich – Akte Ex (Fernsehserie), 1 Folge
- 2017: SOKO Wismar: Lass das mal die Oma machen (Fernsehserie), 1 Folge
- 2017: Herzilein (Kinokurzfilm)
- 2019, 2020: Rote Rosen

## Synchronsprecherin (Auswahl)

### Filme
- 1979: Für Regina Baff in Butch & Sundance: Die frühen Jahre als Ruby
- 1981: Für Patricia Farr in Die Narbenhand als Ruby
- 1987: Für Kathy Bates in In der Glut des Sommers als Ruth
- 1991: Für Una Merkel in Hübsch, jung und verliebt als Glynnie
- 1992: Für Gracie Allen in Südsee–Nächte als Millie
- 1992: Für Jennifer Bassey in Operation Kleinhirn als Ruth
- 1998: Für Imelda Staunton in Shakespeare in Love als Schwester
- 2002: Für Linda Bassett in The Hours – Von Ewigkeit zu Ewigkeit als Nelly Boxall
- 2010: Konferenz der Tiere als Winifred
- 2013: Für Carol Burns in Spuren als Mrs. Ward
- 2013: Für Jane Curtin in Taffe Mädels als Mrs. Mullins
- 2020: Für K. Callan in Knives Out – Mord ist Familiensache als Wanetta „Nana“ Thrombey
- 2020: Für Jacki Weaver in The Grudge als Lorna Moody
- 2020: Für June Squibb in Soul als Gerel
- 2024: Für June Squibb in Alles steht Kopf 2 als Nostalgie

### Serien
- 1981: Für Renee Anderson in General Hospital als Alexandria „Alex“ Quartermaine
- 1983: Für Takayo Fischer in Mister T als Ms. Priscilla Bisby
- 1996–2002: Für Majel Barrett in Star Trek: Raumschiff Voyager als Computerstimme (2. Stimme)
- seit 2002: Für Sirena Irwin in SpongeBob Schwammkopf als Margarethe Schwammkopf
- 2005–2006: Für Carol Mansell in Desperate Housewives als Pat Ziegler
- 2010–2011: Für Mindy Sterling in Desperate Housewives als Mitzi Kinsky
- 2019: Für Patricia Drake in Ninjago als Sorla
- 2021: Für Kim Young-ok in Squid Game als Mutter von Gi-hun

## Hörspielrollen (Auswahl)
- 1989: DuckTales: Loopy (1 Folge)
- 1990: Alfred J. Kwak: Maus (2 Folgen)
- 1999–2019: Bibi Blocksberg: Hexe Zickia (2 Folgen / 2 Hörbücher)
- 2000: Bibi und Tina: Schwanhild von Schwanstein (1 Folge)
- 2012–2014: Lady Bedfort
- 2021: Kira Kolumna: Frau Machnikowsky (3 Folgen)